# Mørkets Fyrste
|  | Denne artikel er oprettet af botten PalnaBot ud fra en ekstern database. Den kan derfor have sproglige fejl eller mangler. Denne skabelon kan fjernes efter kontrol af indholdet. |

Mørkets Fyrste er en film fra 1916 instrueret af ubekendt efter manuskript af Louis Møller.